# Federale Overheidsdienst Binnenlandse Zaken
De Federale Overheidsdienst Binnenlandse Zaken (Frans: Service Public Fédéral Intérieur, Duits: Föderaler Öffebtlicher Dienst Inneres) is een federale overheidsdienst van België, afgekort als IBZ of BIZA (Intérieur Binnenlandse Zaken). Deze FOD is onder meer verantwoordelijk voor de inschrijving en identificatie van natuurlijke personen, het vreemdelingenbeleid, de openbare orde, veiligheid en preventie, crisisbeheer.

## Geschiedenis
De FOD Binnenlandse Zaken zag het levenslicht als het Ministerie van Binnenlandse Zaken bij de oprichting van België in 1830 als een van de vijf oorspronkelijke ministeries. De eerste minister van Binnenlandse Zaken was Jean-François Tielemans.
Begin 2002 is het ministerie bij de Copernicushervorming omgevormd tot een federale overheidsdienst.

## Organisatie
De FOD Binnenlandse Zaken telt ongeveer 5200 medewerkers. Freddy Roosemont is de voorzitter van het Directiecomité.
De FOD bestaat uit de volgende diensten:
- Interne Audit en Inspectie
- Stafdirecties:
  - Stafdirectie Personeel en Organisatie / Logistiek
  - Stafdirectie Begroting en Beheerscontrole
  - Stafdirectie Informatie- en Communicatietechnologie (ICT)
- Algemene Directies:
  - Algemene Directie Crisiscentrum (ADCC)
  - Algemene Directie Instellingen en Bevolking
    - Rijksregister
    - Organisatie van verkiezingen
    - Drie commissies in verband met openbaarheid van bestuur, waaronder de Commissie voor de toegang tot bestuursdocumenten en de Beroepscommissie voor de toegang tot milieu-informatie

  - Algemene Directie Dienst Vreemdelingenzaken (DVZ)
  - Algemene Directie Civiele Veiligheid
    - Civiele Bescherming
    - Federaal Kenniscentrum voor de Civiele Veiligheid

  - Algemene Directie Veiligheid en Preventie
    - Voetbalcel
- Onafhankelijke diensten:
  - Commissariaat-generaal voor de Vluchtelingen en de Staatlozen (CGVS)
  - Raad voor Vreemdelingenbetwistingen
  - Vaste Commissie voor Taaltoezicht
  - Federale Diensten van de Gouverneurs

Er is ook de Centrale dienst voor Duitse vertaling.